# Mihály Fazekas
Dans le nom hongrois Fazekas Mihály, le nom de famille précède le prénom, mais cet article utilise l’ordre habituel en français Mihály Fazekas, où le prénom précède le nom.
Mihály Fazekas ([ˈmihaːj], [ˈfɒzɛkɒʃ]), né le 6 janvier 1766 et décédé le 23 février 1828 à Debrecen, était un poète hongrois. 

## Œuvre
- Lúdas Matyi, poème, 1804. L'œuvre a inspiré le film d'animation Mathieu l'Astucieux (1977).